# 兴凯秀体蚤
兴凯秀体溞（学名：Diaphanosoma chankensis）为仙达溞科秀体溞属的动物。在中国大陆，分布于黑龙江等地，多栖息于大型湖泊以及敞水区较多。